# المكتبة الرقمية الكردية
المكتبة الرقمية الكردية تسمى BNK (بالفرنسية: La bibliothèque numérique kurde)‏ هي مكتبة رقمية متعددة الوسائط أنشأها معهد الكردي في باريس. تتكون المكتبة الرقمية من كتابات عن الكرد وكردستان، هدفها هو إتاحة التراث الثقافي الكردي كبيانات رقمية.

## روابط خارجية
- The Kurdish Digital Library
- The Kurdish Institute of Paris